# TRT Arabi
TRT Arabi ist ein im Mai 2010 gestarteter arabischsprachiger Fernsehsender. Der Sender gehört zur türkischen Rundfunkgesellschaft TRT und ist damit Teil eines öffentlich-rechtlichen Unternehmens. Mit TRT Arabi ist die Türkei nach Iran, den USA, Frankreich, Großbritannien, Russland und China das siebte nicht-arabische Land mit einem Fernsehsender in der Arabischen Welt. Im Gegensatz zu den anderen Auslandssendern in arabischer Sprache ist TRT Arabi jedoch kein reiner Nachrichtenkanal, sondern sendet neben Nachrichten, Kultur- und Bildungsprogrammen auch türkische Soap Operas.